# Adèle Clément
Adèle Clément, née le 2 février 1884 à Saint-Gengoux-le-National (Saône-et-Loire) et morte le 6 août 1958 à Paris, est une violoncelliste française. 
Son souvenir est perpétué dans la commune de Puy-Saint-Martin dans la Drôme où il existe un parc Adèle Clément.

## Biographie
Adèle Jeanne Alphonsine Clément nait le 2 février 1884 à Saint-Gengoux-le-National en Saône-et-Loire. Fille de Jean-Baptiste Clément, elle est issue d'une famille de constructeurs de chemins de fer. Elle apprit le violoncelle avec Gustave Girod de la Société des concerts du Conservatoire, son premier maître. Elle fut ensuite l'élève de Jules Delsart et de Célestin Ernest Cros-Saint-Ange et se présenta avec succès au Conservatoire de Paris. En 1901, elle remporta un second prix et obtint le premier prix de violoncelle à l'unanimité l'année suivante,. Lors de ce concours difficile, elle interpréta avec brio le finale du concerto de Saint-Saëns. Selon Stephen Sensbach, elle fut l'une des femmes violoncellistes les plus appréciées de sa génération.
Elle fonda en 1900 un Quatuor qui officia chez elle avant de se produire devant le public. Dénommé Quatuor Laval-Clément, il était formé de Juliette Laval, Henriette Gaston, Paul Jacquet et d'Adèle Clément. Elle connut une renommée grandissante au fil de ses prestations remarquées dans la presse de l'époque. Grande voyageuse, elle fit notamment de nombreuses tournées en Angleterre, en Espagne et au Portugal. Elle fit également des concerts en Algérie et au Maroc en 1923 et 1925,,.
Elle prit la route de l'Extrême-Orient en 1930-1931 pour se produire en concert en Chine et au Japon,. Quelques souvenirs de ses voyages sont visibles au Musée de Die.
Plusieurs instruments de musique de voyage portent son nom. Elle inventa notamment un violoncelle muet entièrement démontable ce qui lui valut d'être remarquée dans le magazine new-yorkais Popular Science Monthly en novembre 1922. Un violon de voyage Adèle Clément fut breveté en 1924. Son violoncelle muet reçut le brevet Adèle Clément n°97. 
Elle mourut à Paris le 28 août 1958. Avant de décéder, elle vendit (en 1955) en viager sa maison, la mairie actuelle de Puy-Saint-Martin. Dans cette commune de la Drôme, un parc est dédié à son nom ainsi qu'un local, nommé « Grenier d'Adèle », situé au-dessus de la salle des fêtes. C'est dans ce grenier qu'elle fit régulièrement des représentations de concerts et de marionnettes laissant un souvenir marquant aux Puy-Saint-Martinois. Ses activités culturelles s'étendaient jusqu'au sein de l'église où elle offrait tous les 15 août un concert aux villageois.
Le 26 septembre 2015, la commune de Puy-Saint-Martin inscrivit son nom dans le patrimoine local en inaugurant une balade pédestre de découverte du village intitulée « Sur les pas d'Adèle ». Ce circuit comprend 14 points de visite signalés par autant de panneaux dévoilant l'histoire du village.